# 17144 Laurenchen
17144 Laurenchen è un asteroide della fascia principale. Scoperto nel 1999, presenta un'orbita caratterizzata da un semiasse maggiore pari a 3,113957 UA e da un'eccentricità di 0,103928, inclinata di 13,218391° rispetto all'eclittica. Ha un diametro di 5,925 km.